# Gudur S.Nelogi, Jevargi
Gudur S.Nelogi là một làng thuộc tehsil Jevargi, huyện Gulbarga, bang Karnataka, Ấn Độ.